# تبکماخی
تبکماخی (به لاتین: Tebekmakhi) یک منطقهٔ مسکونی در روسیه است که در شهرستان آگولسکی واقع شده‌است.